# 11월 16일
11월 16일은 그레고리력으로 320번째(윤년일 경우 321번째) 날에 해당한다.

## 사건
- 1919년 - 대동사문회가 세워졌다.
- 1933년 - 미국과 소련이 외교관계를 수립했다.
- 1977년 - 장성탄광 화재 발생.
- 1994년 - 해양법에 관한 유엔 협약이 발효되다.
- 1995년 - 노태우 전 대한민국 대통령, 재벌 총수 등으로부터 2,358억 원의 거액의 뇌물을 받은 혐의로 서울 구치소에 구속 수감되다.
- 2000년 - 미국 대통령 빌 클린턴이 대통령이 베트남 전쟁에 방문하였다.
- 2001년
  - 김대중 대통령은 새천년민주당 경선에 개입치 않는다고 밝혔다.
  - 북한 경비정이 NLL 침범 후 남측지역에 있다가 36분 후 돌아갔다.
- 2002년 - 중증 급성 호흡기 증후군(사스)의 첫 발병 사례가 광둥성에서 발견되다.
- 2006년 - 프랑스 사회당의 대선후보 경선에서 여성 정치인 세골렌 루아얄이 승리했다.
- 2011년 - 서울 신길동 천공기 전복 사고가 발생했다.
- 2013년 - 서울 삼성동 헬기 추락 사고: 김포국제공항을 출발해 잠실 헬리포트로 향하던 LG전자소속 Sikorsky S-76C++ 헬리콥터가 삼성동 현대아이파크 아파트에 충돌 후 추락하였고 2명이 사망했다.
- 2014년 - 나폴레옹 보나파르트의 상징과도 같은 이각 모자가 퐁텐플로의 오세나 경매소에서 188만 4천 유로에 한국인 수집가에게 낙찰되었다.
- 2017년
  - 중화인민공화국이 중화민국과 국교를 맺은 나라에 대한 자국인의 단체여행을 금지했다.
  - 베네수엘라가 채무불이행을 선언하고 국가부도 상태가 되었다.
- 2020년 - 국무총리실 산하 김해신공항 검증위원회가 김해신공항 추진을 백지화했다.

## 문화
- 1904년 - 존 앰브로즈 플레밍이 진공관을 발명하다.
- 1920년 - 오스트레일리아의 국가항공사인 콴타스 항공이 설립되었다.
- 1952년 - 미국이 수소폭탄 실험에 성공하다.
- 1982년 - 아시아 올림픽 평의회 설립.
- 1987년 - 대한민국의 전라남도 서남부 지역의 문화방송 목포MBC TV방송이 개국되었다.
- 1993년 - 소니 컴퓨터 엔터테인먼트가 설립되었다.
- 2006년 - 일본방송협회 국제우주정거장에서 세계 최초의 하이 비젼 우주 중계를 실시되었다.
- 2021년 - 리그 오브 레전드 챔피언스 코리아의 계약기간이 끝나는 선수들은 이 날에 전 팀과 계약이 종료되었다.
- 2022년 - 아르테미스 1호가 발사되었다.

## 탄생
- 기원전 42년 - 로마 제국의 제2대 황제 티베리우스. (~37년)
- 1556년 - 조선 중기의 문신·정치인·시인·작가 이항복. (~1618년)
- 1889년 - 제2차 세계 대전 당시 독일의 군인 디트리히 크라이스. (~1944년)
- 1890년 - 필리핀의 대통령, 정치인 엘피디오 키리노. (~1956년)
- 1894년 - 오스트리아의 정치인, 언론인, 철학자 리하르트 니콜라우스 폰 코우덴호페칼레르기. (~1972년)
- 1904년 - 나이지리아의 대통령 은남디 아지키웨. (~1996년)
- 1920년 - 대한민국의 법조인 김윤행. (~1990년)
- 1922년
  - 포르투갈의 작가 조제 사라마구. (~2010년)
  - 미국의 컴퓨터 공학자, 기업인 진 암달. (~2015년)
- 1924년 - 대한민국의 정치인 신철균. (~1993년)
- 1928년 - 미국의 배우 크루 굴레이저. (~2022년)
- 1930년 - 나이지리아의 작가 치누아 아체베. (~2013년)
- 1934년 - 대한민국의 배우 이순재.
- 1935년 - 셰이셸의 제2대 대통령, 정치인 프랑스알베르 르네. (~2019년)
- 1936년 - 미국의 역도 선수 아이작 버거. (~2022년)
- 1939년 - 미국의 블루스 음악가, 싱어송라이터 W. C. 클라크. (~2024년)
- 1943년 - 대한민국의 언론인 김용정. (~2013년)
- 1946년
  - 대한민국의 성우 전국근.
  - 오스트레일리아의 음악가 콜린 버지스. (~2023년)
- 1948년 - 네덜란드의 전 축구 선수, 현 축구 감독 아리 한.
- 1949년 - 대한민국의 연구인 채경철. (~2024년)
- 1950년 - 아르헨티나의 축구 선수 엑토르 발레이.
- 1951년 - 대한민국의 성우 임수아. (~2025년)
- 1952년
  - 대한민국의 공무원 남기명.
  - 일본의 정치인 미야모토 시게루.
- 1955년
  - 일본의 배우 쿠니무라 준.
  - 미국의 정치인 제프 케슬러.
  - 아르헨티나의 전 축구 선수 엑토르 쿠페르.
- 1957년 - 스웨덴의 배우 돌프 룬드그렌.
- 1958년 - 대한민국의 가수 김재희.
- 1959년 - 대한민국의 그레픽 디자이너 김충원.
- 1961년 - 대한민국의 교수, 방송인, 언론인 신율.
- 1963년 - 대한민국의 배우 전헌태.
- 1964년
  - 대한민국의 전 농구 선수 임달식.
  - 프랑스의 배우 겸 영화 감독 발레리아 브루니 테데스키.
  - 캐나다의 재즈 피아노 연주자, 가수 다이애나 크롤,
- 1965년 - 대한민국의 대표적인 386가수 안치환.
- 1966년 - 대한민국의 공무원 김학홍.
- 1971년
  - 모로코의 축구 선수 무스타파 하지.
  - 대한민국의 기타리스트 김세황.
- 1972년
  - 미국의 배우 미시 파일.
  - 대한민국의 배우 류진.
  - 대한민국의 야구 선수 김정수.
- 1973년 - 프랑스의 스노보드 선수 마티외 보제토.
- 1974년
  - 영국의 축구 선수 폴 스콜스.
  - 잉글랜드의 전 축구 선수 제이미 레드냅.
- 1975년
  - 대한민국의 정치인 이재영.
  - 일본의 배우 우치다 유키.
- 1976년
  - 대한민국의 전 야구 선수, 현 야구 코치 황두성.
  - 일본의 기업인 니시무라 히로유키.
- 1977년
  - 미국의 배우 매기 질런홀.
  - 오스트레일리아의 배우, 가수 지지 에즐리.
- 1978년
  - 캐나다의 배우 레이철 매캐덤스.
  - 대한민국의 변호사, 방송인 임윤선.
- 1980년
  - 대한민국의 배우, 희극인 김준현.
  - 대한민국의 배우 최대훈.
- 1981년
  - 대한민국의 배우 최나경.
  - 대한민국의 가수 서재호. (~2004년)
  - 대한민국의 배우 양현민.
- 1983년
  - 대한민국의 가수 K.
  - 미국의 격투기 선수 벤 헨더슨.
- 1984년 - 대한민국의 미스코리아 조혜진.
- 1985년
  - 대한민국의 가수, 배우, 모델 한송이.
  - 핀란드의 총리 산나 마린.
- 1986년
  - 대한민국의 야구 선수 허유강.
  - 대한민국의 가수, 싱어송라이터 나비드.
  - 일본의 배우 사에코.
  - 일본의 축구 선수 에다무라 다쿠마.
- 1987년 - 영국의 유튜버 올리버 존 켄달.
- 1988년
  - 대한민국의 야구 선수 정영일.
  - 일본의 야구 선수 다카하시 도모미.
  - 미국의 배우 엠마 스톤.
- 1989년
  - 대한민국의 아나운서 김세희.
  - 러시아의 전 유도 선수 알리베크 바시카예프.
- 1990년 - 대한민국의 기타연주가 정예원.
- 1991년
  - 대한민국의 가수 박형식.
  - 대한민국의 프로게이머 윤하운.
  - 일본의 가수 카사이 토모미.
  - 세르비아의 축구 선수 네마냐 구델.
  - 대한민국의 킥복싱 선수 강주희.
- 1992년
  - 대한민국의 프로게이머 한이석.
  - 크로아티아의 축구 선수 마르첼로 브로조비치.
- 1993년
  - 대한민국의 아나운서 김민형.
  - 포르투갈의 축구 선수 넬송 세메두.
- 1994년
  - 대한민국의 가수 화니 (더스틴).
  - 대한민국의 가수, 배우 허준.
  - 대한민국의 가수 최나리.
  - 대한민국의 리그 오브 레전드 프로게이머 소우릎.
  - 폴란드의 육상 선수 말비나 코프론.
  - 대한민국의 댄서 베씨.
- 1995년
  - 대한민국의 가수 창조 (틴탑).
  - 대한민국의 가수 민균 (온앤오프).
  - 대한민국의 가수 린지.
  - 대한민국의 축구 선수 이창훈.
  - 대한민국의 리그 오브 레전드 프로게이머 루인.
  - 미국의 배우 노아 그레이 케이비.
- 1996년
  - 일본의 배우 아라타 마켄유.
  - 대한민국의 작곡가 듀이.
- 1997년 - 브라질의 축구 선수 브루누 기마랑이스.
- 1998년
  - 카자흐스탄의 쇼트트랙 선수 아딜 갈리아흐메토프.
  - 대한민국의 쇼핑호스트 이혜진.
- 2000년 - 대한민국의 야구 선수 임준형.
- 2001년 - 대한민국의 배우 허원서.
- 2002년
  - 대한민국의 야구 선수 김기중.
  - 대한민국의 가수 규혁.
- 2003년 - 네덜란드의 공주 오라녜 여공 카타리나아말리아.
- 2004년
  - 일본의 가수 메이 (체리블렛).
  - 대한민국의 배우 신혜지.
- 2006년 - 미국의 가수 메이슨 램지.
- 2007년 - 대한민국의 배우 최현진.
- 2009년 - 대한민국의 배우 서은솔.
- 2012년 - 대한민국의 아역 배우 최고.

### 미상
- 대한민국의 가수, 작곡가 카엘.

## 사망
- 1272년 - 잉글랜드 플랜태저넷 왕가의 왕 헨리 3세. (1207년~)
- 1632년 - 스웨덴의 왕 구스타브 2세 아돌프. (1594년~)
- 1797년 - 프로이센의 국왕 프리드리히 빌헬름 2세. (1744년~)
- 1831년- 독일의 군사학자 카를 폰 클라우제비츠. (1780년~)
- 1922년 - 독일의 이론 물리학자 막스 아브라함. (1875년~)
- 1952년 - 우크라이나의 오페라 가수 솔로미야 크루셸니츠카. (1872년~)
- 1964년 - 대한민국의 문학평론가 최재서. (1908년~)
- 1965년 - 아일랜드의 정치인 윌리엄 코즈그레이브. (1880년~)
- 1989년 - 북한의 군인, 정치인 최덕신. (1914년~)
- 1999년 - 미국의 미생물학자 대니얼 네이선스. (1928년~)
- 2006년 - 미국의 경제학자 밀턴 프리드먼. (1912년~)
- 2014년 - 대한민국의 배우 김자옥. (1951년~)
- 2017년 - 일본의 성우 츠루 히로미. (1960년~)
- 2018년 - 미국의 소설가 윌리엄 골드먼. (1931년~)
- 2020년 - 시리아의 외교관 왈리드 무알렘. (1941년~)
- 2023년
  - 북마케도니아의 영화배우 메토 요바노프스키. (1946년~)
  - 영국의 소설가 A. S. 바이엇. (1936년~)
  - 대한민국의 배우 전수환. (1966년~)

## 기념일
- 세계 관용의 날(International Day for Tolerance)
- 파나마 임시 공휴일

## 같이 보기
- 전날: 11월 15일 다음날: 11월 17일 - 전달: 10월 16일 다음달: 12월 16일
- 음력: 11월 16일
- 모두 보기